# 分子挖掘
分子探勘（Molecule mining）為使用分子的数据挖掘。由於分子可由分子圖表示，這與圖形挖掘和結構化數據挖掘密切相關。主要問題是如何在區分數據實例時表示分子。其中一種方法是化學相似性度量，这在化學信息學領域具有悠久的傳統。
計算化學相似性的典型方法是使用化學指紋，但這会导致丟失有關分子拓撲的基礎信息。挖掘分子圖直接避免了這個問題。反向QSAR問題也適用於矢量映射問題。

## 編碼(分子i,分子j\neq i)

### 核心方法
- 邊緣化圖形核心
[1]
- 最優分配核心[2][3][4]
- 藥效核心[5]
- C++(and R)执行 （页面存档备份，存于）结合
  - 標記圖之間的邊緣化圖形核心
[1]
  - 邊緣化核心的擴展[6]
  - 谷本核(Tanimoto kernels)[7]
  - 基於樹形圖的圖形內核[8]
  - 基於用於分子3D結構的藥效核心[5]

### 最大值共同圖形方法(Maximum Common Graph methods)
- MCS-HSCS[9] (單MCS最高得分普通子結構（HSCS）排名策略)
- 小分子子图檢測器（SMSD）[10]-是一個基於Java的軟件庫，用於計算小分子之間的最大共同子圖（MCS）。這將有助於我們找到兩個分子之間的相似性/距離。 MCS也用於通過擊打分子來篩選藥物化合物，其分享共同的子圖（子結構）。[11]

## 編碼（分子i）

### 分子查詢方法
- Warmr[12][13]
- AGM[14][15]
- PolyFARM[16]
- FSG[17][18]
- MolFea[19]
- MoFa/MoSS[20][21][22]
- Gaston[23]
- LAZAR[24]
- ParMol[25] (包括 MoFa, FFSM, gSpan 和 Gaston)
- optimized gSpan[26][27]
- SMIREP[28]
- DMax[29]
- SAm/AIm/RHC[30]
- AFGen[31]
- gRed[32]
- G-Hash[33]

### 基於神經網絡特殊架構的方法
- BPZ[34][35]
- ChemNet[36]
- CCS[37][38]
- MolNet[39]
- Graph machines[40]

### 进一步阅读
- Schölkopf, B., K. Tsuda and J. P. Vert: Kernel Methods in Computational Biology, MIT Press, Cambridge, MA, 2004.
- R.O. Duda, P.E. Hart, D.G. Stork, Pattern Classification, John Wiley & Sons, 2001. ISBN 0-471-05669-3
- Gusfield, D., Algorithms on Strings, Trees, and Sequences: Computer Science and Computational Biology, Cambridge University Press, 1997。 ISBN 0-521-58519-8
- R. Todeschini, V. Consonni, Handbook of Molecular Descriptors, Wiley-VCH, 2000. ISBN 3-527-29913-0